# Aeroporto de Telêmaco Borba
Luchthaven Telêmaco Borba is de luchthaven van de Braziliaanse stad Telêmaco Borba.
De luchthaven wordt niet bediend door lijnvluchten en wordt enkel gebruikt voor algemene luchtvaart. De luchthaven is drie km ten noordwesten van het centrum van Telêmaco Borba gelegen.